# Meridiano 155 este
El meridiano 155 este de Greenwich es una línea de longitud que se extiende desde el Polo Norte atravesando el Océano Ártico, Asia, el Océano Pacífico, Australasia, el Océano Antártico y la Antártida hasta el Polo Sur.
El meridiano 155 este forma un gran círculo con el meridiano 25 oeste.

## De Polo a Polo
Comenzando en el Polo Norte y dirigiéndose hacia el Polo Sur, este meridiano atraviesa:
| Coordenadas                        | País, territorio o mar  | Notas |
| ---------------------------------- | ----------------------- | --- |
| 90°0′N 155°0′E / 90.000, 155.000   | Océano Ártico           | Mar de Siberia Oriental |
| 77°2′N 155°0′E / 77.033, 155.000   | Mar de Siberia Oriental | |
| 71°1′N 155°0′E / 71.017, 155.000   | Rusia                   | República de Sajá Óblast de Magadán — from 66°7′N 155°0′E / 66.117, 155.000 |
| 60°22′N 155°0′E / 60.367, 155.000  | Mar de Ojotsk           | Golfo de Shélijov |
| 59°26′N 155°0′E / 59.433, 155.000  | Rusia                   | Óblast de Magadán |
| 59°10′N 155°0′E / 59.167, 155.000  | Mar de Ojotsk           | |
| 50°12′N 155°0′E / 50.200, 155.000  | Rusia                   | Óblast de Sajalín — isla de Antsíferov, Islas Kuriles |
| 50°11′N 155°0′E / 50.183, 155.000  | Océano Pacífico         | Pasando al este de la isla de Onekotan, Óblast de Sajalín, Rusia (en 49°37′N 154°54′E / 49.617, 154.900) · Pasando al oesete del atolón de Oroluk, Micronesia (en 7°33′N 154°54′E / 7.550, 154.900) · Pasando al este del atolón de Nukuoro, Micronesia (en 3°50′N 154°58′E / 3.833, 154.967) · Pasando al este del atolón de Kapingamarangi, Micronesia (en 1°4′N 154°49′E / 1.067, 154.817) · Pasando al este de las islas de Nuguria, Papúa Nueva Guinea (en 3°26′S 154°45′E / -3.433, 154.750) |
| 5°32′S 155°0′E / -5.533, 155.000   | Papúa Nueva Guinea      | Isla Bougainville |
| 6°13′S 155°0′E / -6.217, 155.000   | Mar de Salomón          | |
| 11°45′S 155°0′E / -11.750, 155.000 | Mar del Coral           | Pasando a través de las Islas del Mar del Coral, Australia |
| 29°59′S 155°0′E / -29.983, 155.000 | Océano Pacífico         | |
| 60°0′S 155°0′E / -60.000, 155.000  | Océano Ártico           | |
| 68°46′S 155°0′E / -68.767, 155.000 | Antártida               | Territorio Antártico Australiano, reclamado por Australia |